# Hợp Đức (phường)
Hợp Đức là một phường thuộc quận Đồ Sơn, thành phố Hải Phòng, Việt Nam.

## Địa lý
Phường Hợp Đức có vị trí địa lý:
- Phía đông và phía bắc giáp quận Dương Kinh
- Phía tây giáp huyện Kiến Thụy
- Phía nam giáp phường Minh Đức.

Phường Hợp Đức có diện tích 5,63 km², dân số năm 2022 là 9.170 người, mật độ dân số đạt 1.628 người/km².

## Lịch sử
Ngày 4 tháng 4 năm 1969, Hội đồng Chính phủ ban hành Quyết định về việc thành lập huyện An Thụy trên cơ sở huyện An Lão và huyện Kiến Thụy. Khi đó, xã Hợp Đức thuộc huyện An Thụy.
Ngày 5 tháng 3 năm 1980, Hội đồng Chính phủ ban hành Quyết định số 72-CP về việc chuyển xã Hợp Đức thuộc huyện An Thụy về huyện Đồ Sơn mới thành lập quản lý.
Ngày 6 tháng 6 năm 1988, Hội đồng Bộ trưởng ban hành Quyết định số 100-HĐBT về việc chuyển xã Hợp Đức thuộc huyện Đồ Sơn về huyện Kiến Thụy mới đổi tên quản lý.
Năm 2005, xã Hợp Đức thuộc huyện Kiến Thụy có 1.095,40 ha diện tích tự nhiên và dân số là 15.856 người.
Ngày 12 tháng 9 năm 2007, Chính phủ ban hành Nghị định số 145/2007/NĐ-CP về việc:
- Chuyển toàn bộ 1.095,40 ha diện tích tự nhiên và 15.856 nhân khẩu của xã Hợp Đức thuộc huyện Kiến Thụy về quận Đồ Sơn mới thành lập quản lý.
- Thành lập phường Minh Đức trên cơ sở điều chỉnh 523,80 ha diện tích tự nhiên và 7.763 nhân khẩu của xã Hợp Đức.
- Thành lập phường Hợp Đức trên cơ sở toàn bộ 571,60 ha diện tích tự nhiên và 8.093 nhân khẩu còn lại của xã Hợp Đức.

Ngày 20 tháng 7 năm 2022, HĐND TP. Hải Phòng ban hành Nghị quyết số 26/NQ-HĐND về việc:
- Sáp nhập một phần của tổ dân phố Quý Kim 2 vào tổ dân phố Quý Kim 1.
- Sáp nhập tổ dân phố Quý Kim 3 vào một phần của tổ dân phố Quý Kim 2.
- Thành lập tổ dân phố Trung Nghĩa trên cơ sở tổ dân phố Trung Nghĩa 1 và tổ dân phố Trung Nghĩa 2.
- Thành lập tổ dân phố Đức Hậu trên cơ sở tổ dân phố Đức Hậu 1 và tổ dân phố Đức Hậu 2.
- Thành lập tổ dân phố Quyết Tiến trên cơ sở tổ dân phố Quyết Tiến 1 và tổ dân phố Quyết Tiến 2.

## Kinh tế
Với đặc thù là thổ nhưỡng chua mặn cho nên thu nhập của người dân chủ yếu là từ sản xuất công nghiệp; nông nghiệp, dịch vụ và nuôi trồng thủy sản (tôm thẻ chân trắng Nam Mỹ). Với bản tính cần cù chịu khó người dân Hợp Đức xưa kia nghèo khó nay đã thay da đổi thịt, đường giao thông đã được nhựa hóa các ngõ ngách đã được đổ bê tông, điện, đường, trường, trạm đã được đầu tư xây mới, 100% các ngõ đi đã được bê tông hóa và lắp điện cao áp theo Nghị quyết số 05 của HĐND. Thu nhập bình quân 4.000 USD/người/năm.
Trường Tiểu học và Trường THCS Hợp Đức đạt chuẩn quốc gia (giai đoạn 1).

## Văn hóa
- Đình Quý Kim: Thờ danh tướng nhà trần Trần Trần Minh Thắng; đình Đức Hậu thờ cụ cử nhân Nguyễn Quang Quê; cả hai di tích trên được UBND thành phố Hải Phòng công nhận Di tích lịch sử cấp thành phố từ năm 2004 và năm 2014.
- Đình Tư Sinh: Là thủ phủ của tổng Tư Sinh cũ.
- Chùa Long Khánh là nơi nuôi dấu cán bộ kháng chiến trống Pháp và là trường học những năm kháng chiến trống Mỹ.
- Miếu Gốc Gạo thờ mẫu Liễu Hạnh từ 300 năm; có cây gạo cổ thụ có tuổi đời khoảng 700 năm.
- Chợ Quý Kim nổi tiếng khắp vùng với dặc sản đặc trưng là hàng thủy hải sản nước nợ nước ngọt và mắm tôm.